# Иван Панић
Иван Панић (Београд, 12. децембар 1965) српски је драмски писац и књижевник.

## Биографија
Дипломирао је драматургију на Факултету драмских уметности 1990.
Панић пише у више књижевних дела и жанрова: радио драме, драме, комедије, романе, поезију, ТВ сценарија.
Представа реализована према његовом комаду Сад се смеј, Сотире је 1991. проглашена најбољим комадом на конкурсу за савремену драму Фестивала Дани комедије.
Његова радио драма Мештровићева ББ победила је на конкурсу Радија Београд.
Залаже се за већу заступљеност текстова домаћих аутора у позориштима Србије и Републике Српске.
Двоструки је добитник награде Бранислав Нушић. Он члан је Удружења драмских писаца Србије.

## Одабрана делa
Драмска дела
- Сад се смеј, Сотире, 1990.[1]
- Сократов тестамент, 1992.[1]
- Бол-Болен, 1993.[1]
- Кад ћеш доћи, 1999.[1]
- Топ од трешње-скица за портрет једног Србина, 2000.[1]
- Одвратна драма, 2001.[1]
- Куме, изгоре ти - цртица о стрпљењу и трпљењу, 2005.[1]
- Трешњин цвет"светао портрет једног Србина, 2008.[1]
- Једначење по звучности, 2008.[5]
- Магнети, 2011.[6]

Друга дела
- Краљ реке, роман[2]
- Ни на небу ни на земљи, филмски сценарио[1]

Радио драме
- Дубоке сенке[1]
- Мештровићева ББ[1]
- Тина Ши, дечја радио драма[1]